# Jack Duarte
Jack Duarte (ur. 7 kwietnia 1986 w Meksyku) – meksykański aktor i piosenkarz. Fotograf i model. Znany jest z serialu Zbuntowani, w którym wcielił się w rolę Tomasa Goycolea także jako członek zespołu Eme15.

## Życiorys
W czasie swojej kariery w zespole Magneto5, czyli M5, podróżował po wielu krajach Ameryki Łacińskiej włączając w to Boliwię, Peru, Ekwador, Salwador, Kostarykę, Gwatemalę i Honduras. W pięć lat wytwórnia płytowa Magneto M5 dwukrotnie otrzymała status platynowej w Boliwii i raz w Kostaryce, szybko stając się bardzo cenioną grupą w tychże krajach. Jack był członkiem zespołu Eme 15 od 2011 roku aż do rozpadu grupy w grudniu 2013. Grał także Eddy'ego w telenoweli Miss XV.

## Filmografia
- 2003: Biały welon (Velo de Novia) jako członek Magneto M5
- 2004-2006: Zbuntowani (Rebelde) jako Tomás Goycolea
- 2012: Miss XV: Sueña Princesa jako Eddy Eduardo Contreras
- 2017: La Hija Pródiga jako Dany Daniel
- 2017: La querida del Centauro jako Alex
- 2018: Ingobernable jako Freddie Crawford
- 2018: Run Coyote Run jako KKK 2
- 2019: Kac w Acapulco (Welcome to Acapulco) jako agent Kessler
- 2021: Luis Miguel: La serie jako Cris Valdés